# Hinrich Romeike
Hinrich Romeike (Amburgo, 26 maggio 1962) è un cavaliere tedesco, vincitore di 2 medaglie d'oro alle Olimpiadi di Pechino 2008, nel Completo individuale e a squadre.

## Partecipazioni olimpiche
1. Atene 2004
2. Pechino 2008

## Palmarès
- Giochi olimpici

Pechino 2008: oro nel completo individuale e a squadre.